# Euglossa sovietica
Euglossa sovietica är en biart som beskrevs av Nemésio 2007. Euglossa sovietica ingår i släktet Euglossa, tribus orkidébin, och familjen långtungebin. Inga underarter finns listade.